# Xenylla
Xenylla is een geslacht van springstaarten uit de familie van de Hypogastruridae. De wetenschappelijke naam van het geslacht werd voor het eerst geldig gepubliceerd in 1869 door Tullberg.

## Soorten
i = ITIS, c = Catalogue of Life, g = GBIF, b = Bugguide.net
- Xenylla abichiana Winter, 1963 i c g
- Xenylla acauda Gisin, 1947 i c g
- Xenylla aculeata Babenko, Efeykin & Bizin, 2020[2]
- Xenylla alba Folsom, 1932 i c g
- Xenylla aristides Fernando, 1959 i c g
- Xenylla arnei Babenko, Efeykin & Bizin, 2020[2]
- Xenylla atrata (Salmon, 1944) i c g
- Xenylla auka Christiansen & Bellinger, 1992 i c g
- Xenylla australiensis da Gama, 1974 i c g
- Xenylla babenkoi Stebaeva & Potapov, 1994 i c g
- Xenylla badakhshanica Yosii, 1966 i c g
- Xenylla bellingeri da Gama, 1969 i c g
- Xenylla betulae Fjellberg, 1985 i c g
- Xenylla bismarckensis da Gama, 1969 i c g
- Xenylla boerneri Axelson, 1905 i c g
- Xenylla brasiliensis da Gama, 1978 i c g
- Xenylla brevicauda Tullberg, 1869 i c g
- Xenylla brevisimilis Stach, 1949 i c g
- Xenylla brevispina Kinoshita, 1916 i c g
- Xenylla californica da Gama, 1976 i c g
- Xenylla canadensis Hammer, 1953 i c g
- Xenylla capensis Weiner & Najt, 1991 i c g
- Xenylla capitata Thibaud & Massoud, 1980 i c g
- Xenylla carolinensis Wray, 1946 i c g
- Xenylla cassagnaui da Gama, 1983 i c g
- Xenylla caudata Jordana, 1993 i c g
- Xenylla cavarai Caroli, 1914 i c g
- Xenylla cavernarum Jackson, 1927 i c g
- Xenylla christianseni da Gama, 1974 i c g
- Xenylla claggi Wise, 1970 i c g
- Xenylla collis Bacon, 1914 i c g
- Xenylla constricta von Olfers, 1907 i c g
- Xenylla continentalis Stebaeva & Potapov, 1994 i c g
- Xenylla convexopyga Lee, Park & Park, 2005 i c g
- Xenylla corticalis Börner, 1901 i c g
- Xenylla deharvengi da Gama, 1983 i c g
- Xenylla dotata Lee, Park & Park, 2005 i c g
- Xenylla duchesnea Wray, 1958 i c g
- Xenylla fernandesi da Gama, 1974 i c g
- Xenylla franzi Steiner, 1955 i c g
- Xenylla gamae Cardoso, 1967 i c g
- Xenylla gisini Cardoso, 1968 i c g
- Xenylla gomerensis Fjellberg, 1992 i c g
- Xenylla granulosa da Gama, 1966 i c g
- Xenylla greensladeae da Gama, 1974 i c g
- Xenylla grisea Axelson, 1900 i c g b
- Xenylla hadialii Baijal, 1955 i c g
- Xenylla hawaiiensis da Gama, 1969 i c g
- Xenylla helena Scott, 1937 i c g
- Xenylla hexagona Fjellberg, 1992 i c g
- Xenylla hodori Neves & Mendonça, 2017 g
- Xenylla humicola (Fabricius, 1780) i c g
- Xenylla inermis Olfers, 1907 i c g
- Xenylla jamaicensis da Gama, 1969 i c g
- Xenylla jocquei Andrè, 1988 i c g
- Xenylla kenyensis da Gama, 1969 i c g
- Xenylla kirgisica Martynova, 1976 i c g
- Xenylla laurisilvae Fjellberg, 1992 i c g
- Xenylla lawrencei da Gama, 1967 i c g
- Xenylla lesnei Denis, 1935 i c g
- Xenylla littoralis Womersley, 1933 i c g
- Xenylla longicauda Folsom, 1898 i c g
- Xenylla longispina Uzel, 1890 i c g
- Xenylla longistriata Lee, Park & Park, 2005 i c g
- Xenylla louisiana da Gama, 1976 i c g
- Xenylla malasica da Gama, 1969 i c g
- Xenylla malayana Salmon, 1951 i c g
- Xenylla manusiensis da Gama, 1967 i c g
- Xenylla marina Lee, Park & Park, 2005 i c g
- Xenylla maritima Tullberg, 1869 i c g
- Xenylla martynovae Dunger, 1983 i c g
- Xenylla mediterranea Gama, 1964 g
- Xenylla mongolica Martynova, 1975 i c g
- Xenylla mucronata Axelson, 1903 i c g
- Xenylla murphyi da Gama, 1969 i c g
- Xenylla myrmecophila Stebaeva & Potapov, 1994 i c g
- Xenylla neivai da Gama, 1966 i c g
- Xenylla nigeriana da Gama & Lasebikan, 1976 i c g
- Xenylla nirae da Gama & de Oliveira, 1994 i c g
- Xenylla nitida Tullberg, 1871 i c g
- Xenylla obscura Imms, 1912 i c g
- Xenylla occidentalis Womersley, 1933 i c g
- Xenylla octooculata Carpenter, 1928 i c g
- Xenylla orientalis Handschin, 1932 i c g
- Xenylla osetica Stebaeva & Potapov, 1994 i c g
- Xenylla pallescens (Scott, 1960) i c g
- Xenylla paludis (Bacon, 1914) i c g
- Xenylla piceeta Stebaeva & Potapov, 1994 i c g
- Xenylla portoricensis da Gama, 1976 i c g
- Xenylla proxima Denis, 1931 i c g
- Xenylla pseudobrevicauda Ritter, 1911 i c g
- Xenylla pseudomaritima James, 1933 i c g
- Xenylla pyrenaica Cassagnau, 1959 i c g
- Xenylla raynalae Najt, Thibaud & Weiner, 1990 i c g
- Xenylla reducta Prabhoo, 1971 i c g
- Xenylla rhodesiensis Womersley, 1926 i c g
- Xenylla saludoi Izarra, 1970 i c g
- Xenylla schillei Börner, 1903 i c g
- Xenylla simberloffi da Gama, 1974 i c g
- Xenylla similata Denis, 1948 i c g
- Xenylla sincta Baijal, 1956 i c g
- Xenylla spinosissima Najt & Rubio, 1978 i c g
- Xenylla stachi da Gama, 1966 i c g
- Xenylla stepposa Stebaeva, 1980 i c g
- Xenylla subacauda Stebaeva & Potapov, 1994 i c g
- Xenylla subbellingeri da Gama, 1976 i c g
- Xenylla subcavernarum da Gama, 1969 i c g
- Xenylla tadzhika Martynova, 1968 i c g
- Xenylla thailandensis da Gama, 1986 i c g
- Xenylla thiensis Deharveng & Najt, 1988 i c g
- Xenylla trisubloba Stebaeva & Potapov, 1994 i c g
- Xenylla tullbergi Börner, 1903 i c g
- Xenylla uniseta da Gama, 1963 i c g
- Xenylla victoriana da Gama, 1979 i c g
- Xenylla vilhenaorum da Gama, 1966 i c g
- Xenylla villiersi Thibaud, 1963 i c g
- Xenylla welchi Folsom, 1916 i c g
- Xenylla westraliensis da Gama, 1974 i c g
- Xenylla wilsoni da Gama, 1974 i c g
- Xenylla womersleyi da Gama, 1974 i c g
- Xenylla xavieri da Gama, 1959 i c g
- Xenylla yosiiana da Gama, 1971 i c g
- Xenylla yucatana Mills, 1938 i c g
- Xenylla zairensis Martynova, 1979 i c g
- Xenylla zavattari (Tarsia, 1939) i c g